# Campeonato de Portugal de 2017–18
O Campeonato de Portugal de 2017–18 é a 5ª edição do Campeonato de Portugal, o 1º nível não-profissional do futebol português.
Esta edição conta com uma alteração no seu formato, de modo a possibilitar uma redução de equipas de 80, para 72 na época seguinte, passando a ser disputado em apenas uma fase. 

## Formato
Nesta edição do Campeonato de Portugal, 80 equipas são divididas em 5 séries (de 16 equipas) por localização geográfica. Dentro dessas séries jogam contra todas as equipas as duas voltas. As 6 equipas piores classificadas de cada série são despromovidas aos Campeonatos Distritais, enquanto as equipas primeiras classificadas das séries, juntamente com os 3 melhores segundos classificados se qualificam para uma fase de apuramento de campeão. Nesta fase de apuramento de campeão, as 8 equipas participam numa eliminatória a duas mãos, participando os vencedores numa outra eliminatória a duas mãos. Os 2 vencedores desta última eliminatória são promovidos à Segunda Liga e disputam uma final (de apenas uma mão) em campo neutro para decidir o campeão desta edição do Campeonato de Portugal.

## Participantes
| Participantes do Campeonato de Portugal de 2017–18 | Participantes do Campeonato de Portugal de 2017–18 | Participantes do Campeonato de Portugal de 2017–18 |
| Despromovidos da Segunda Liga de 2016–17 | Despromovidos da Segunda Liga de 2016–17 | Despromovidos da Segunda Liga de 2016–17 |
| --- | --- | --- |
| - Fafe - Freamunde | - Olhanense | - Vizela |
| Campeonato de Portugal de 2016–17 | | |
| - 1º Dezembro - Águeda - Alcanenense - Aliança de Gandra - Almancilense - Amarante - Anadia - Armacenenses - Benfica Castelo Branco - Bragança - Caldas - Camacha - Casa Pia - Cesarense - Cinfães - Coimbrões - Estrela - Farense - Fátima | - Felgueiras 1932 - Gafanha - Gondomar - Ideal - Leiria - Louletano - Loures - Lusitânia - Lusitano Vildemoinhos - Lusitano VRSA - Mafra - Merelinense - Mirandela - Montalegre - Mortágua - Moura - Nogueirense - Oleiros - Oliveirense | - Operário - Oriental - Pedras Rubras - Pedras Salgadas - Pinhalnovense - Praiense - S. Martinho - Sacavenense - Salgueiros - Sanjoanense - Sertanense - Sintrense - Sousense - Torcatense - Torreense - Trofense - Vilafranquense - Vilaverdense |
| Promovidos dos Campeonatos Distritais de 2016-17 | | |
| AF Algarve - Moncarapachense AF Aveiro - Espinho AF Beja - Castrense AF Braga - Arões AF Bragança - Minas de Argozelo AF Castelo Branco - Águias do Moradal AF Coimbra - Sourense                                                           | AF Évora - Estrela AF Guarda - Fornos de Algodres AF Leiria - Marinhense AF Lisboa - Pêro Pinheiro AF Madeira - Câmara de Lobos AF Portalegre - Elétrico AF Porto - Canelas 2010                                                         | AF Santarém - Coruchense AF Setúbal - Montijo AF Viana do Castelo - Atlético dos Arcos AF Vila Real - Mondinense AF Viseu - Ferreira de Aves Liga Meo Açores - Guadalupe                                                                          |

## 1ª Fase

### Série A
| #  | Equipa                 | J  | V  | E  | D  | GP | GC | SG  | Pts | Classificação                                                |
| -- | ---------------------- | -- | -- | -- | -- | -- | -- | --- | --- | ------------------------------------------------------------ |
| 1  | Vizela (A)             | 30 | 22 | 7  | 1  | 53 | 11 | +42 | 73  | Qualificado para Play-off Promoção                           |
| 2  | Vilaverdense (A)       | 30 | 19 | 7  | 4  | 65 | 29 | +36 | 64  | Qualificado para Play-off Promoção (3 melhores das 5 séries) |
| 3  | Fafe                   | 30 | 18 | 6  | 6  | 42 | 19 | +23 | 60  |                                                              |
| 4  | Mirandela              | 30 | 17 | 6  | 7  | 42 | 26 | +16 | 57  |                                                              |
| 5  | Merelinense            | 30 | 15 | 8  | 7  | 60 | 29 | +31 | 53  |                                                              |
| 6  | S. Martinho            | 30 | 14 | 7  | 9  | 46 | 31 | +15 | 49  |                                                              |
| 7  | AD Oliveirense         | 30 | 10 | 14 | 6  | 41 | 27 | +14 | 44  |                                                              |
| 8  | Montalegre             | 30 | 10 | 8  | 12 | 39 | 38 | +1  | 38  |                                                              |
| 9  | Torcatense             | 30 | 10 | 8  | 12 | 28 | 36 | −8  | 38  |                                                              |
| 10 | Pedras Salgadas        | 30 | 10 | 8  | 12 | 32 | 35 | −3  | 38  |                                                              |
| 11 | Bragança (R)           | 30 | 8  | 9  | 13 | 31 | 43 | −12 | 33  | Rebaixado para Campeonatos Distritais de 1º nível de 2018–19 |
| 12 | Câmara de Lobos (R)    | 30 | 9  | 3  | 18 | 27 | 54 | −27 | 30  | Rebaixado para Campeonatos Distritais de 1º nível de 2018–19 |
| 13 | Atlético dos Arcos (R) | 30 | 5  | 11 | 14 | 28 | 55 | −27 | 26  | Rebaixado para Campeonatos Distritais de 1º nível de 2018–19 |
| 14 | Arões (R)              | 30 | 5  | 9  | 16 | 25 | 41 | −16 | 24  | Rebaixado para Campeonatos Distritais de 1º nível de 2018–19 |
| 15 | Mondinense (R)         | 30 | 6  | 5  | 19 | 27 | 68 | −41 | 23  | Rebaixado para Campeonatos Distritais de 1º nível de 2018–19 |
| 16 | Minas de Argozelo (R)  | 30 | 3  | 2  | 25 | 24 | 68 | −44 | 11  | Rebaixado para Campeonatos Distritais de 1º nível de 2018–19 |

Última atualização em 22 de abril de 2018
Fonte: [carece de fontes?]
Regras para classificação: 1º pontos; 2º saldo de gols; 3º gols pró.
(C) = Campeão; (R) = Rebaixado; (P) = Promovido; (O) = Vencedor do play-off; (A) = Classificado para a próxima fase. 
Somente aplicável se a temporada não tiver terminado: 
(Q) = Classificado para a fase do torneio indicada; (TQ) = Classificado para o torneio, mas não para a fase indicada; (DQ) = Desclassificado do torneio.

### Série B
| #  | Equipa                 | J  | V  | E  | D  | GP | GC | SG  | Pts | Classificação                                                |
| -- | ---------------------- | -- | -- | -- | -- | -- | -- | --- | --- | ------------------------------------------------------------ |
| 1  | FC Felgueiras 1932 (A) | 30 | 16 | 8  | 6  | 53 | 28 | +25 | 56  | Qualificado para Play-off Promoção                           |
| 2  | Sp. Espinho            | 30 | 15 | 9  | 6  | 50 | 29 | +21 | 54  |                                                              |
| 3  | Gondomar               | 30 | 13 | 10 | 7  | 43 | 29 | +14 | 49  |                                                              |
| 4  | Cesarense              | 30 | 11 | 15 | 4  | 44 | 26 | +18 | 48  |                                                              |
| 5  | Cinfães                | 30 | 13 | 6  | 11 | 38 | 40 | −2  | 45  |                                                              |
| 6  | Amarante FC            | 30 | 12 | 9  | 9  | 42 | 33 | +9  | 45  |                                                              |
| 7  | AD Sanjoanense         | 30 | 10 | 12 | 8  | 35 | 30 | +5  | 42  |                                                              |
| 8  | FC Pedras Rubras       | 30 | 11 | 9  | 10 | 36 | 32 | +4  | 42  |                                                              |
| 9  | Trofense               | 30 | 12 | 6  | 12 | 34 | 35 | −1  | 42  |                                                              |
| 10 | SC Coimbrões           | 30 | 11 | 8  | 11 | 41 | 48 | −7  | 41  |                                                              |
| 11 | Canelas 2010 (R)       | 30 | 11 | 8  | 11 | 45 | 44 | +1  | 41  | Rebaixado para Campeonatos Distritais de 1º nível de 2018-19 |
| 12 | SC Salgueiros (R)      | 30 | 7  | 14 | 9  | 30 | 34 | −4  | 35  | Rebaixado para Campeonatos Distritais de 1º nível de 2018-19 |
| 13 | Camacha (R)            | 30 | 10 | 4  | 16 | 35 | 48 | −13 | 34  | Rebaixado para Campeonatos Distritais de 1º nível de 2018-19 |
| 14 | Aliança de Gandra (R)  | 30 | 8  | 5  | 17 | 24 | 47 | −23 | 29  | Rebaixado para Campeonatos Distritais de 1º nível de 2018-19 |
| 15 | Freamunde (R)          | 30 | 6  | 10 | 14 | 26 | 31 | −5  | 28  | Rebaixado para Campeonatos Distritais de 1º nível de 2018-19 |
| 16 | Sousense (R)           | 30 | 6  | 3  | 21 | 19 | 61 | −42 | 21  | Rebaixado para Campeonatos Distritais de 1º nível de 2018-19 |

Última atualização em 22 de abril de 2018
Fonte: [carece de fontes?]
Regras para classificação: 1º pontos; 2º saldo de gols; 3º gols pró.
(C) = Campeão; (R) = Rebaixado; (P) = Promovido; (O) = Vencedor do play-off; (A) = Classificado para a próxima fase. 
Somente aplicável se a temporada não tiver terminado: 
(Q) = Classificado para a fase do torneio indicada; (TQ) = Classificado para o torneio, mas não para a fase indicada; (DQ) = Desclassificado do torneio.

### Série C
| #  | Equipa                 | J  | V  | E  | D  | GP | GC | SG  | Pts | Classificação                                                |
| -- | ---------------------- | -- | -- | -- | -- | -- | -- | --- | --- | ------------------------------------------------------------ |
| 1  | U. Leiria (A)          | 30 | 23 | 4  | 3  | 68 | 21 | +47 | 73  | Qualificado para Play-off Promoção                           |
| 2  | Lusitano FCV (A)       | 30 | 20 | 5  | 5  | 47 | 19 | +28 | 65  | Qualificado para Play-off Promoção (3 melhores das 5 séries) |
| 3  | Benfica C.Branco       | 30 | 17 | 8  | 5  | 48 | 23 | +25 | 59  |                                                              |
| 4  | Sertanense             | 30 | 15 | 8  | 7  | 51 | 22 | +29 | 53  |                                                              |
| 5  | Águeda                 | 30 | 15 | 6  | 9  | 40 | 32 | +8  | 51  |                                                              |
| 6  | Gafanha                | 30 | 13 | 9  | 8  | 36 | 23 | +13 | 48  |                                                              |
| 7  | Anadia                 | 30 | 12 | 10 | 8  | 39 | 28 | +11 | 46  |                                                              |
| 8  | Marítimo B             | 30 | 14 | 2  | 14 | 44 | 31 | +13 | 44  |                                                              |
| 9  | AD Nogueirense         | 30 | 11 | 9  | 10 | 37 | 38 | −1  | 42  |                                                              |
| 10 | ARC Oleiros            | 30 | 12 | 6  | 12 | 35 | 36 | −1  | 42  |                                                              |
| 11 | Marinhense (R)         | 30 | 11 | 8  | 11 | 43 | 41 | +2  | 41  | Rebaixado para Campeonatos Distritais de 1º nível de 2018-19 |
| 12 | Mortágua (R)           | 30 | 11 | 3  | 16 | 23 | 40 | −17 | 36  | Rebaixado para Campeonatos Distritais de 1º nível de 2018-19 |
| 13 | Ferreira de Aves (R)   | 30 | 9  | 2  | 19 | 34 | 69 | −35 | 29  | Rebaixado para Campeonatos Distritais de 1º nível de 2018-19 |
| 14 | Águias do Moradal (R)  | 30 | 5  | 6  | 19 | 29 | 54 | −25 | 21  | Rebaixado para Campeonatos Distritais de 1º nível de 2018-19 |
| 15 | Sourense (R)           | 30 | 3  | 8  | 19 | 28 | 57 | −29 | 17  | Rebaixado para Campeonatos Distritais de 1º nível de 2018-19 |
| 16 | Fornos de Algodres (R) | 30 | 0  | 4  | 26 | 15 | 83 | −68 | 4   | Rebaixado para Campeonatos Distritais de 1º nível de 2018-19 |

Última atualização em 22 de abril de 2018
Fonte: [carece de fontes?]
Regras para classificação: 1º pontos; 2º saldo de gols; 3º gols pró.
(C) = Campeão; (R) = Rebaixado; (P) = Promovido; (O) = Vencedor do play-off; (A) = Classificado para a próxima fase. 
Somente aplicável se a temporada não tiver terminado: 
(Q) = Classificado para a fase do torneio indicada; (TQ) = Classificado para o torneio, mas não para a fase indicada; (DQ) = Desclassificado do torneio.

### Série D
| #  | Equipa             | J  | V  | E  | D  | GP | GC | SG  | Pts | Classificação                                                |
| -- | ------------------ | -- | -- | -- | -- | -- | -- | --- | --- | ------------------------------------------------------------ |
| 1  | Mafra (A)          | 30 | 21 | 6  | 3  | 61 | 21 | +40 | 69  | Qualificado para Play-off Promoção                           |
| 2  | Vilafranquense (A) | 30 | 18 | 9  | 3  | 53 | 20 | +33 | 63  | Qualificado para Play-off Promoção (3 melhores das 5 séries) |
| 3  | Praiense           | 30 | 16 | 5  | 9  | 45 | 29 | +16 | 53  |                                                              |
| 4  | Torreense          | 30 | 13 | 9  | 8  | 48 | 33 | +15 | 48  |                                                              |
| 5  | Sacavenense        | 30 | 13 | 8  | 9  | 36 | 23 | +13 | 47  |                                                              |
| 6  | Fátima             | 30 | 12 | 9  | 9  | 49 | 38 | +11 | 45  |                                                              |
| 7  | Caldas             | 30 | 12 | 8  | 10 | 34 | 37 | −3  | 44  |                                                              |
| 8  | Loures             | 30 | 10 | 12 | 8  | 35 | 38 | −3  | 42  |                                                              |
| 9  | 1º Dezembro        | 30 | 9  | 11 | 10 | 35 | 36 | −1  | 38  |                                                              |
| 10 | Sintrense          | 30 | 10 | 8  | 12 | 37 | 41 | −4  | 38  |                                                              |
| 11 | Pêro Pinheiro (R)  | 30 | 8  | 10 | 12 | 23 | 44 | −21 | 34  | Rebaixado para Campeonatos Distritais de 1º nível de 2018-19 |
| 12 | Coruchense (R)     | 30 | 9  | 7  | 14 | 27 | 44 | −17 | 34  | Rebaixado para Campeonatos Distritais de 1º nível de 2018-19 |
| 13 | Lusitânia (R)      | 30 | 8  | 7  | 15 | 32 | 50 | −18 | 31  | Rebaixado para Campeonatos Distritais de 1º nível de 2018-19 |
| 14 | Alcanenense (R)    | 30 | 8  | 5  | 17 | 32 | 46 | −14 | 29  | Rebaixado para Campeonatos Distritais de 1º nível de 2018-19 |
| 15 | Eléctrico (R)      | 30 | 3  | 12 | 15 | 28 | 44 | −16 | 21  | Rebaixado para Campeonatos Distritais de 1º nível de 2018-19 |
| 16 | Guadalupe (R)      | 30 | 4  | 6  | 20 | 26 | 57 | −31 | 18  | Rebaixado para Campeonatos Distritais de 1º nível de 2018-19 |

Última atualização em 22 de abril de 2018
Fonte: [carece de fontes?]
Regras para classificação: 1º pontos; 2º saldo de gols; 3º gols pró.
(C) = Campeão; (R) = Rebaixado; (P) = Promovido; (O) = Vencedor do play-off; (A) = Classificado para a próxima fase. 
Somente aplicável se a temporada não tiver terminado: 
(Q) = Classificado para a fase do torneio indicada; (TQ) = Classificado para o torneio, mas não para a fase indicada; (DQ) = Desclassificado do torneio.

### Série E
| #  | Equipa                   | J  | V  | E  | D  | GP | GC | SG  | Pts | Classificação                                                |
| -- | ------------------------ | -- | -- | -- | -- | -- | -- | --- | --- | ------------------------------------------------------------ |
| 1  | Farense (A)              | 30 | 26 | 3  | 1  | 66 | 12 | +54 | 81  | Qualificado para Play-off Promoção                           |
| 2  | Oriental                 | 30 | 19 | 6  | 5  | 40 | 19 | +21 | 63  |                                                              |
| 3  | Olhanense                | 30 | 18 | 4  | 8  | 42 | 30 | +12 | 58  |                                                              |
| 4  | Casa Pia                 | 30 | 16 | 5  | 9  | 50 | 31 | +19 | 53  |                                                              |
| 5  | Pinhalnovense            | 30 | 13 | 7  | 10 | 43 | 29 | +14 | 46  |                                                              |
| 6  | Louletano                | 30 | 13 | 5  | 12 | 43 | 39 | +4  | 44  |                                                              |
| 7  | Armacenenses             | 30 | 11 | 11 | 8  | 31 | 29 | +2  | 44  |                                                              |
| 8  | Moura                    | 30 | 12 | 5  | 13 | 41 | 38 | +3  | 41  |                                                              |
| 9  | Montijo                  | 30 | 9  | 10 | 11 | 40 | 44 | −4  | 37  |                                                              |
| 10 | Sp. Ideal                | 30 | 10 | 5  | 15 | 29 | 38 | −9  | 35  |                                                              |
| 11 | Estrela Vendas Novas (R) | 30 | 8  | 8  | 14 | 32 | 54 | −22 | 32  | Rebaixado para Campeonatos Distritais de 1º nível de 2018-19 |
| 12 | Operário (R)             | 30 | 7  | 9  | 14 | 35 | 46 | −11 | 30  | Rebaixado para Campeonatos Distritais de 1º nível de 2018-19 |
| 13 | Almancilense (R)         | 30 | 7  | 7  | 16 | 33 | 50 | −17 | 28  | Rebaixado para Campeonatos Distritais de 1º nível de 2018-19 |
| 14 | Castrense (R)            | 30 | 5  | 11 | 14 | 32 | 47 | −15 | 26  | Rebaixado para Campeonatos Distritais de 1º nível de 2018-19 |
| 15 | Lusitano VRSA (R)        | 30 | 6  | 7  | 17 | 24 | 49 | −25 | 25  | Rebaixado para Campeonatos Distritais de 1º nível de 2018-19 |
| 16 | Moncarapachense (R)      | 30 | 6  | 5  | 19 | 27 | 53 | −26 | 23  | Rebaixado para Campeonatos Distritais de 1º nível de 2018-19 |

Última atualização em 22 de abril de 2018
Fonte: [carece de fontes?]
Regras para classificação: 1º pontos; 2º saldo de gols; 3º gols pró.
(C) = Campeão; (R) = Rebaixado; (P) = Promovido; (O) = Vencedor do play-off; (A) = Classificado para a próxima fase. 
Somente aplicável se a temporada não tiver terminado: 
(Q) = Classificado para a fase do torneio indicada; (TQ) = Classificado para o torneio, mas não para a fase indicada; (DQ) = Desclassificado do torneio.

### Segundos Classificados
| # | Equipa             | J  | V  | E | D | GP | GC | SG  | Pts | Classificação                                                |
| - | ------------------ | -- | -- | - | - | -- | -- | --- | --- | ------------------------------------------------------------ |
| 1 | Lusitano FCV (A)   | 30 | 20 | 5 | 5 | 47 | 19 | +28 | 65  | Qualificado para Play-off Promoção (3 melhores das 5 séries) |
| 2 | Vilaverdense (A)   | 30 | 19 | 7 | 4 | 65 | 29 | +36 | 64  | Qualificado para Play-off Promoção (3 melhores das 5 séries) |
| 3 | Vilafranquense (A) | 30 | 18 | 9 | 3 | 53 | 20 | +33 | 63  | Qualificado para Play-off Promoção (3 melhores das 5 séries) |
| 4 | Oriental           | 30 | 19 | 6 | 5 | 40 | 19 | +21 | 63  |                                                              |
| 5 | Sp. Espinho        | 30 | 15 | 9 | 6 | 50 | 29 | +21 | 54  |                                                              |

## 2ª Fase
|  | Quartas-de-final                                   | Quartas-de-final                                   | Quartas-de-final                                   | Quartas-de-final                                   |   |         | Semifinais                                          | Semifinais                                          | Semifinais                                          | Semifinais                                          |  |  | Final               | Final               | Final               | Final               |
|  | 6 de maio de 2018 1ª Mão 13 de maio de 2018 2ª mão | 6 de maio de 2018 1ª Mão 13 de maio de 2018 2ª mão | 6 de maio de 2018 1ª Mão 13 de maio de 2018 2ª mão | 6 de maio de 2018 1ª Mão 13 de maio de 2018 2ª mão |   |         | 19 de maio de 2018 1ª Mão 27 de maio de 2018 2ª mão | 19 de maio de 2018 1ª Mão 27 de maio de 2018 2ª mão | 19 de maio de 2018 1ª Mão 27 de maio de 2018 2ª mão | 19 de maio de 2018 1ª Mão 27 de maio de 2018 2ª mão |  |  | 10 de junho de 2018 | 10 de junho de 2018 | 10 de junho de 2018 | 10 de junho de 2018 |
|  |                                                    |                                                    |                                                    |                                                    |   |         |                                                     |                                                     |                                                     |                                                     |  |  |                     |                     |                     |                     |
|  | Mafra                                              | 2                                                  | 4                                                  | 6                                                  |   |         |                                                     |                                                     |                                                     |                                                     |  |  |                     |                     |                     |                     |
|  | Vilaverdense                                       | 1                                                  | 2                                                  | 3                                                  |   |         |                                                     |                                                     |                                                     |                                                     |  |  |                     |                     |                     |                     |
|  | Vilaverdense                                       | 1                                                  | 2                                                  | 3                                                  |   | Mafra   | 0                                                   | 1                                                   | 1                                                   |                                                     |  |  |                     |                     |                     |                     |
|  |                                                    |                                                    |                                                    |                                                    |   | Mafra   | 0                                                   | 1                                                   | 1                                                   |                                                     |  |  |                     |                     |                     |                     |
|  |                                                    | U. Leiria                                          | 0                                                  | 1                                                  | 1 |         |                                                     |                                                     |                                                     |                                                     |  |  |                     |                     |                     |                     |
|  | U. Leiria                                          | U. Leiria                                          | 0                                                  | 1                                                  | 1 | 3       | 1                                                   | 4                                                   |                                                     |                                                     |  |  |                     |                     |                     |                     |
|  | U. Leiria                                          |                                                    |                                                    |                                                    |   | 3       | 1                                                   | 4                                                   |                                                     |                                                     |  |  |                     |                     |                     |                     |
|  | Lusitano FCV                                       | 1                                                  | 0                                                  | 1                                                  |   |         |                                                     |                                                     |                                                     |                                                     |  |  |                     |                     |                     |                     |
|  |                                                    |                                                    |                                                    |                                                    |   |         |                                                     |                                                     |                                                     |                                                     |  |  | Mafra               | 2                   |                     |                     |
|  |                                                    |                                                    | Farense                                            | 1                                                  |   |         |                                                     |                                                     |                                                     |                                                     |  |  |                     |                     |                     |                     |
|  | Felgueiras                                         | 2                                                  | 1                                                  | 3                                                  |   |         |                                                     |                                                     |                                                     |                                                     |  |  |                     |                     |                     |                     |
|  | Farense                                            | 3                                                  | 0                                                  | 3                                                  |   |         |                                                     |                                                     |                                                     |                                                     |  |  |                     |                     |                     |                     |
|  | Farense                                            | 3                                                  | 0                                                  | 3                                                  |   | Farense | 3                                                   | 1                                                   | 4                                                   |                                                     |  |  |                     |                     |                     |                     |
|  |                                                    |                                                    |                                                    |                                                    |   | Farense | 3                                                   | 1                                                   | 4                                                   |                                                     |  |  |                     |                     |                     |                     |
|  |                                                    | Vilafranquense                                     | 0                                                  | 1                                                  | 1 |         |                                                     |                                                     |                                                     |                                                     |  |  |                     |                     |                     |                     |
|  | Vilafranquense                                     | Vilafranquense                                     | 0                                                  | 1                                                  | 1 | 0       | 2                                                   | 2                                                   |                                                     |                                                     |  |  |                     |                     |                     |                     |
|  | Vilafranquense                                     |                                                    |                                                    |                                                    |   | 0       | 2                                                   | 2                                                   |                                                     |                                                     |  |  |                     |                     |                     |                     |
|  | Vizela                                             | 1                                                  | 0                                                  | 1                                                  |   |         |                                                     |                                                     |                                                     |                                                     |  |  |                     |                     |                     |                     |

### Final
| 10 de Junho de 2018 | Mafra                               | 2 – 1     | Farense        | Estádio Nacional, Oeiras              |  |
| 17:00               | Ricardo Rodrigues 77' · Juary 90+3' | Relatório | Fábio Gomes 7' | Público: 10 018 Árbitro: Hélder Lamas |  |